# Microtendipes iriocedeus
Microtendipes iriocedeus är en tvåvingeart som beskrevs av Sasa och Suzuki 2000. Microtendipes iriocedeus ingår i släktet Microtendipes och familjen fjädermyggor. Inga underarter finns listade i Catalogue of Life.